# Ahja (flod)
Ahja er en biflod til den større flod Emajõgi i det sydøstlige Estland, og er med sine 95 km blandt landets længste floder og den fjerdelængste biflod. Afvandingsområdet er på 1.073 km², og floden har cirka 88 meters højdeforskel.
Kilderne er indsøen Erastvere järv i højdedragene Otepää helt sydøst i Põlvamaa amt, og den løber derfra videre ud i floden Emajõgi cirka 9 km ovenfor dennes udløb i Peipussøen. Den løber blandt andet gennem landsbyerne Vastse-Kuuste og Ahja, førstnævnte ved jernbanen fra Petseri til Tartu. Ved Ahja finder man udspringet Taevaskoja (Himmelkammeret), som er en stejl og meget besøgt naturformation.
Omgivelserne skifter mellem nåleskov, løvskov og moseomåder, i Valgesoo-mosen 5 km syd for byen Ahja er der sat et 24 meter højt udkigstårn op for vandrere. Dette moseområde udgør en gletsjerdal mellem landsbyerne Ahje og Kiidjärve, og har status som naturfredningsområde (10,4 km²)
Ahja er et af de mest populære rekreationsområder for indbyggerne i Tartu, og betegnes som en af de smukkeste floder i hele Estland.
I 1951 blev der bygget et vandkraftværk midtvejs på floden, ved Saesaare 6 km øst for byområdet Kiidjärve. Dette skabte Saesaare-reservoiret, et langt og snoet reservoir, der er meget populært for kanoturister.